# Лернер де Альмея, Рут
Рут Лернер де Альмея (исп. Ruth Lerner Nagler, в браке исп. Ruth Lerner de Almea; 6 октября 1926, Новоселица, Бессарабия, Румыния — 11 мая 2014, Каракас) — венесуэльский педагог, организатор образования и политик (министр образования, первый постоянный представитель Венесуэлы в ЮНЕСКО).

## Биография
Родилась 6 октября 1926 года в Новоселице в еврейской семье. В 1928 году её отец Ноих Лернер эмигрировал в Валенсию (штат Карабобо), а в 1930 году к нему присоединились жена Матильда Наглер (родом из Черновиц) и четырёхлетняя дочь. Позже семья переехала в Каракас, где отец служил синагогальным кантором и резчиком надгробий на местном еврейском кладбище. Младшая дочь в семье — Элиса Лернер Наглер, впоследствии прозаик, драматург и лауреат Государственной премии Венесуэлы в области литературы — родилась 6 июня 1932 года ещё в Валенсии. Разговорным языком в семье был идиш. 
Училась в школе имени Хосе Энрике Родо, окончила лицей имени Фермина Торо, где сдала экзамены на бакалавриат в 1942 году. В 1945 году окончила отделение химии и биологии  Педагогического института Каракаса (Instituto Pedagógico de Caracas), где была оставлена преподавать.
В 1947 году Рут Лернер вышла замуж за педагога-математика Хосе Рамона Алмея, который был вовлечён в оппозицию по отношению к диктатору Маркосу Пересу Хименесу, был арестован и после освобождения в 1952 году эмигрировал в Мексику, где к нему вскоре присоединилась Рут Лернер с детьми. Из Мексики они переехали в Сальвадор, где занимались подготовкой педагогов для средних школ страны. В 1955—1958 годах была директором учительской семинарии имени Франсиско Морасана в Тегусигальпе (Гондурас). После падения диктатуры в Венесуэле в 1958 году, Рут Лернер вернулась в Каракас, где была назначена директором средней школы «Gran Colombia» и в 1959—1961 годах возглавляла основанный ею Экспериментальный институт педагогического образования. В 1963 году возглавила технический отдел директората среднего, высшего и специального образования, позже реорганизованного в Министерство среднего, высшего и специального образования Венесуэлы. В 1974—1975 годах служила заместителем министра образования, в 1976 году возглавила новосозданный Фонд Верховного маршала Аякучо (Антонио Хосе Сукре). В 1979 году была назначена первым постоянным представителем Венесуэлы в ЮНЕСКО, где в 1981—1983 годах возглавляла стипендиальный отдел. 
В 1984—1985 годах занимала пост министра образования Венесуэлы, затем работала проректором Национального экспериментального университета имени Симона Родригеса, президентом Государственного совета образования при Министерстве просвещения (1986—1988), вновь постоянным представителем Венесуэлы в ЮНЕСКО (1990—1992).
Почётный доктор (Doctor Honoris Causa) Университета Майами (1979) и Свободного экспериментального педагогического университета Каракаса (1990). Награждена международными премиями, медалью Яна Амоса Коменского (1996), орденом Андреса Белло первой степени, орденом Франсиско Миранды второго класса, орденом Диего де Лосады первой степени, ордена за заслуги первой степени (Венесуэла), орденом Освободителя первого класса, орденом «За заслуги» (Франция) (кавалер), орденом Альфонсо X Мудрого (Испания), орденом Хосе Сесилио дель Валле первого класса (Гватемала), орденом Академических пальм (офицер, Франция)
Автор научных трудов в области педагогики, 14 книг.

## Монографии
- La diversificación de la educación secundaria (1970)
- Cuando se tiene un hijo (1971)
- La mujer y la educación (1975)
- Situación de la mujer en América Latina (1975)
- La reforma de estructuras del Ministerio de Educación (1975)
- Experiencias educativas (1977)
- Innovation in the harnessing and transfer of technology: the Gran Mariscal de Ayacucho Foundation (1977)
- Fases en la enseñanza de la ciencia (1978)
- La Universidad Simón Rodríguez y la formación de docentes para la educación básica : versión sometida a corrección (1981)
- Los valores morales en el contenido de la educación: estudio caso Venezuela (1984)
- La mujer hacia el siglo XXI (1990)
- Estudio sobre algunas experiencias innovadoras en materia de formación docente en instituciones universitarias (1995)
- Hacia un conocimiento de la visión venezolana de Humboldt (1999)